# Ralph Rieckermann
Ralph Rieckermann   (Lübeck, 8 d'agost de 1962) és un baixista alemany, més conegut pel seu treball amb el grup Scorpions de 1993 a 2004. Va tocar en tots els discs de Scorpions des de Face the Heat (1993) fins a Acoustica (2001). Va ser reemplaçat pel baixista polonès Pawel Maciwoda per a l'enregistrament del disc Unbreakable.

## Discografia amb Scorpions
- Face the Heat (1993)
- Live Bites (1995, en directe)
- Pure Instinct (1996)
- Eye II Eye (1999)
- Moment of Glory (amb la filarmònica de Berlin, 2000)
- Acoustica (acústic, 2001)